# Flottendienstboot

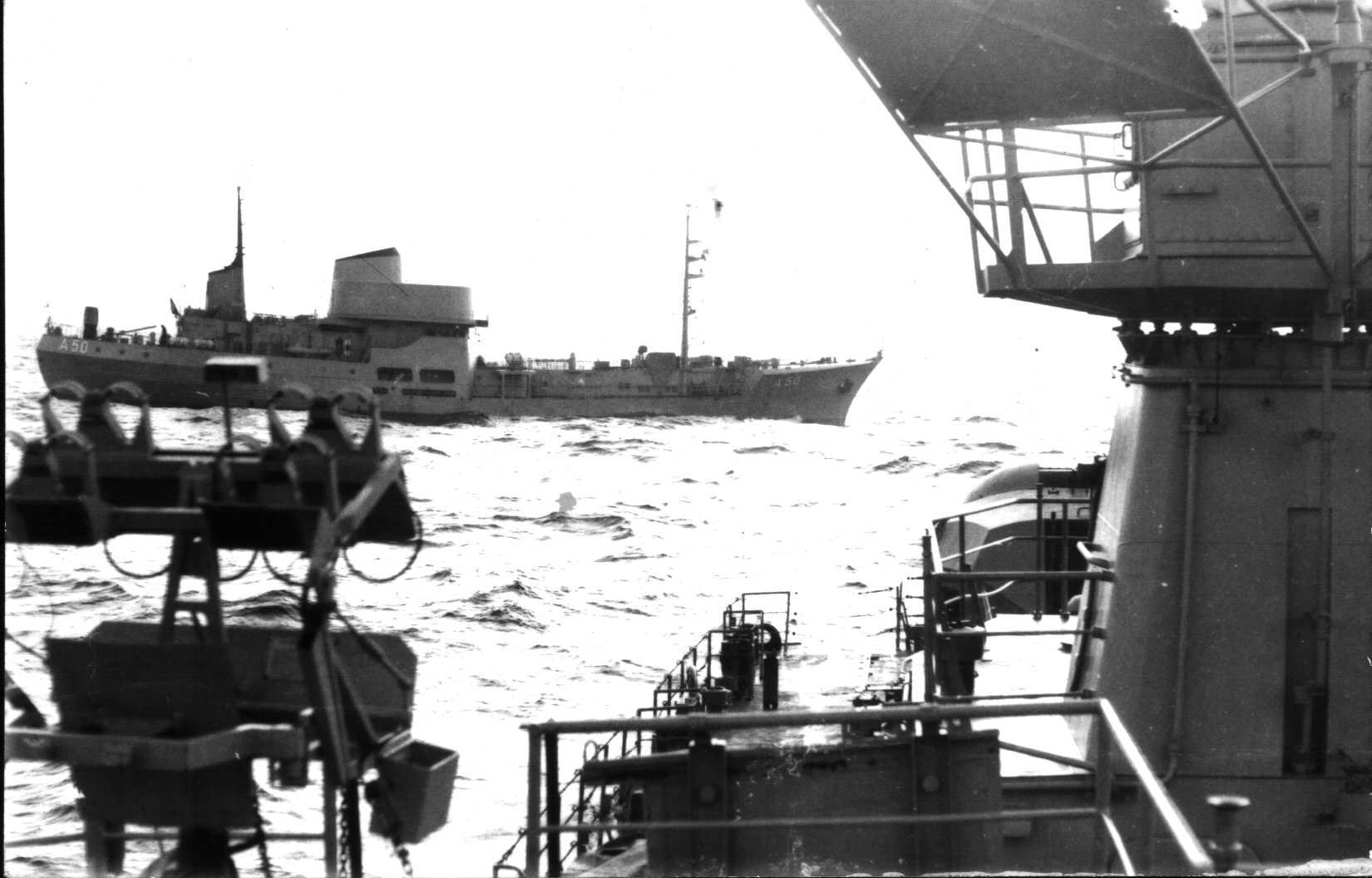
Flottendienstboot Alster (A 50) in der Ostsee von einem Schiff der Volksmarine aus fotografiert

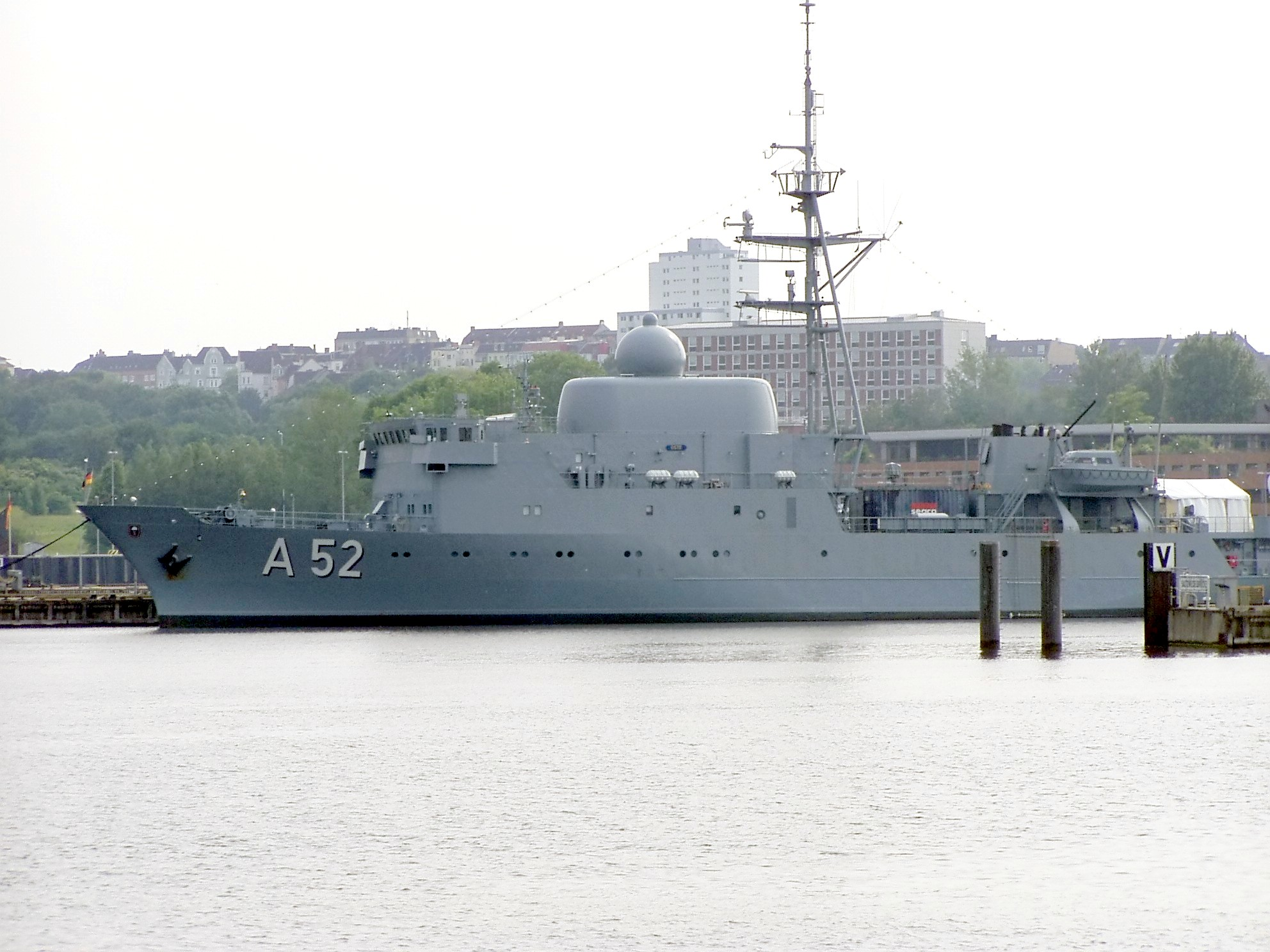
Flottendienstboot Oste (A 52) im Kieler Marine-Hafen

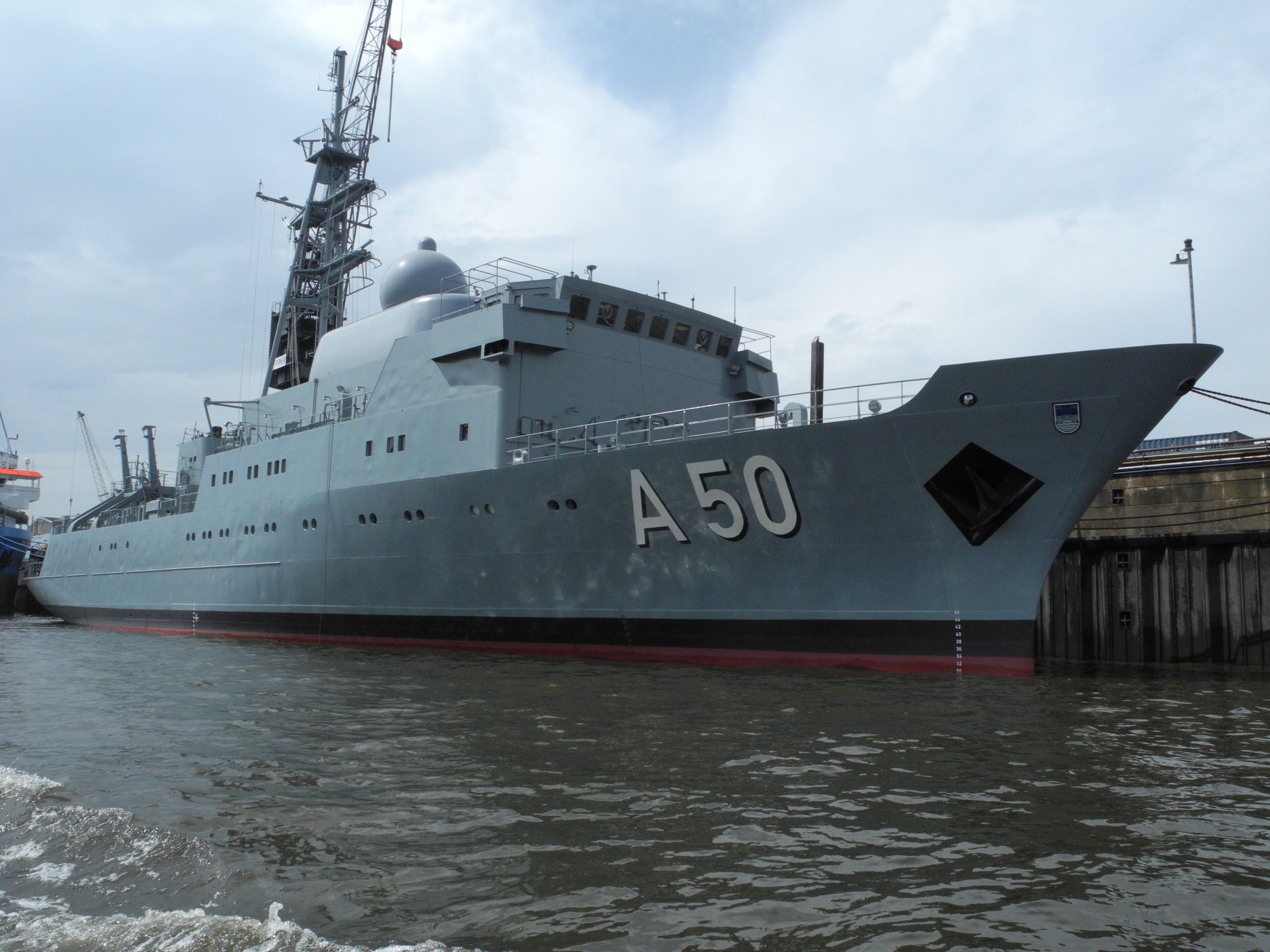
Flottendienstboot Alster (A 50) im Hamburger Hafen, August 2012

Als Flottendienstboot (kurz: FD-Boot) wird in der Deutschen Marine ein Aufklärungsschiff bezeichnet, das mit speziellen Sensoren ausgerüstet ist und im Bereich der strategischen Informationsgewinnung eingesetzt wird. Im offiziellen Sprachgebrauch heißt es: „Zu den Aufgaben der Flottendienstboote zählen die Sicherheit und das Aufrechterhalten der Fernmeldeverbindungen sowie die fernmelde-elektronische Aufklärung“.

## Missionsprofil
Während des Kalten Krieges bestand die Aufgabe der damaligen Flottendienstboote Alster (A 50), Oker (A 53) und Oste (A 52) sowie ihrer Vorgänger Eider und Trave in der optischen, akustischen und elektronischen Aufklärung der Seestreitkräfte des Warschauer Paktes im Ostseeraum, insbesondere der Baltischen Rotbannerflotte. Die elektronische Aufklärung erfolgte neben dem Abhören des Funkverkehrs durch Messen der elektromagnetischen Signatur der von der Gegnerseite verwendeten Radargeräte, wodurch teilweise die Identifikation bestimmter Einheiten möglich war. Deshalb wurden die Flottendienstboote anfangs auch Messboote genannt. Mit passiven Sonaranlagen wurden akustische Profile von Schiffen/Schiffsklassen erfasst, die sowohl die Fahrgeräusche als auch die Signaturen der aktiven Sonaranlagen der Schiffe umfasste. Die optische Aufklärung bestand in der Anfertigung von Film- und Fotoaufnahmen der gesichteten Schiffe, wobei besonders die Antennenanlagen von Interesse waren. Hierzu mussten die Boote in die Nähe des Bildmotivs gelangen. Diese konnten sich aber durch ihre überlegene Geschwindigkeit einer unerwünschten Ausspähung regelmäßig entziehen, da die Flottendienstboote mit ihren maximal 15 Knoten nicht mit den Zerstörern und Fregatten der Sowjetmarine Schritt halten konnten. Aufgrund ihrer Funktion als Aufklärer sind Flottendienstboote meist als Einzelfahrer mit langer Seeausdauer im Einsatz.
Die heutige Generation der Flottendienstboote sind die zweite Generation der 1988/89 in Dienst gestellten Klasse 423 (OSTE-Klasse). Ihre Vorgänger wurden speziell für die Nachrichtengewinnung und Aufklärung (NG&A) konstruiert. Seit 2001 werden sie teilstreitkraftgemeinsam, das heißt von allen Teilstreitkräften gemeinsam, als seegestützte und abstandsfähige technische Aufklärer genutzt.

## Organisation
Die Flottendienstboote als Aufklärungsplattformen mit ihren Stammbesatzungen sind ein Teil der Deutschen Marine. Die FD-Boote unterstehen dem 1. U-Bootgeschwader (Einsatzflottille 1) in Eckernförde. Die Stammbesatzung aus 36 Marineangehörigen ist für die Navigation und Betrieb des Schiffes verantwortlich. Dort werden sie technisch und logistisch betreut.
Das Aufklärungspersonal (sogenannte Bordeinsatzteams See (BET See)), bestehend aus 40 weiteren Soldaten, stellt das Kommando Strategische Aufklärung (KdoStratAufkl) des Organisationsbereichs Cyber- und Informationsraum und ist bei der 2./Bataillon Elektronische Kampfführung 912 in Nienburg/Weser stationiert.

## Schiffe

### 1960 bis 1988
Aufgrund der militärischen Verhältnisse in der Ostsee war es für die NATO und nahestehende Staaten nicht möglich, mit Kriegsschiffen in Küstennähe der Staaten des Warschauer Paktes vorzustoßen. Daher wurden Handelsschiffe und Hilfsschiffe für den Zweck der Informationsbeschaffung „zweckentfremdet“.
Bei Alster und Oker handelte es sich um die ehemaligen Seitenfang-Trawler Mellum und Hoheweg. Die Oste war der ehemalige Bergungsschlepper Puddefjord. Die drei Schiffe gehörten der Klasse 422 an. Ende der 1980er-Jahre wurden sie durch Neubauten ersetzt. Alster und Oker wurden 1989 und 1988 an die Türkei und Griechenland verkauft, die sie unter den Namen Yunus und Hermis für den gleichen Zweck in der Ägäis und im Schwarzen Meer einsetzten. Oste wurde 1987 verkauft und 1990 abgewrackt.

### 1988 bis heute
Die Deutsche Marine verfügt über drei Flottendienstboote der Oste-Klasse. Die Schiffe haben eine Länge von 84 Meter und erreichen eine maximale Geschwindigkeit von 20 Knoten und eine Reisegeschwindigkeit von 19 Knoten. Sie haben eine Reichweite von knapp 9000 km (5000 Seemeilen), ohne einen Hafen anlaufen zu müssen.
Die Schiffe wurden 1986 bis 1988 bei der Flensburger Schiffbau-Gesellschaft gebaut. Durch den Zusammenbruch der Sowjetunion verlor der ursprüngliche Einsatzort Ostsee erheblich an Bedeutung und die Schiffe werden seither weltweit als Aufklärungsboote eingesetzt. Die Flottendienstboote gehörten früher zum Marinefernmeldestab 70 in Flensburg und wurden im Zuge der Reorganisation der Marine dem 1. U-Boot-Geschwader in Eckernförde als Teil der Einsatzflottille 1 unterstellt.
Am 23. Juni 2021 billigte der Haushaltsausschuss des Deutschen Bundestags die Beschaffung von drei Flottendienstbooten Klasse 424. Die Schiffe sollten ursprünglich ab 2027 zulaufen. Der Auftrag zum Bau erfolgte 2023, Baubeginn war am 21. November 2024. Ab 2029 wird die Indienststellung erwartet.

## Ausrüstung
Die aktuellen Schiffe der Oste-Klasse verfügen über die Fähigkeit zur verschiedentlichen elektronischen Aufklärung:
- Optronische Aufklärung (OPTRINT)
- Akustische Aufklärung (ACINT) – AISYS-Sonargerät
- Radaraufklärung (RADINT) – zwei Radaranlagen
- Visuelle Aufklärung (VISINT)

Zusätzlich verfügen die Schiffe über Befestigungsmöglichkeiten für zwei 20-Fuß-Container, die weitere Einrichtungen enthalten können.
Die genauen Daten zu den an Bord vorhandenen Geräten sind nicht bekannt. Laut Internetangebot des Bundesministeriums für Verteidigung soll es sich um elektromagnetische, hydroakustische und elektro-optische Geräte zur strategischen Informationsgewinnung in Krisengebieten handeln. Die Schiffe der Oste-Klasse können sowohl auf sich allein gestellt operieren als auch im Wirk- und Kommunikationsverbund mit anderen Einheiten und Dienststellen deutscher und internationaler Streitkräfte.

## Bekannte Einsätze
Die Flottendienstboote werden seit dem Ende des Kalten Krieges vermehrt im Mittelmeer eingesetzt. Als unbewaffnete Aufklärungsboote kann das Bundesministerium der Verteidigung die Schiffe ohne Mandat des Deutschen Bundestages auch in kritische Weltregionen entsenden. Deshalb bleibt der genaue Zweck der Missionen der Öffentlichkeit meist verborgen.

### Jugoslawien-Krieg
Ab Januar 1999 wurde die Oker im Zuge der NATO-Kosovo Air Verifikation Mission (NKAVM) und anschließend im Zuge der Operation Allied Force in der Adria eingesetzt.

### Libanon 2006–2011
Am 24. Oktober 2006 überflogen sechs israelische F-16-Jagdbomber das deutsche Schiff Alster, das vor der libanesischen Küste kreuzte. Sie führten einen Scheinangriff durch, bei dem sie über dem Schiff zweimal aus einer Bordkanone schossen und glühende Täuschkörper emittierten. Israelische Offizielle leugneten den Zwischenfall tagelang. Kurz darauf bedrängten israelische F-16-Jagdbomber nachts einen Hubschrauber der Deutschen Marine gefährlich. Der damalige Bundesverteidigungsminister Franz Josef Jung reiste aus diesen Anlässen kurz darauf nach Tel Aviv.
Die Alster gehörte offiziell nicht zum UNIFIL-Verband, der vor dem Libanon im Einsatz ist und den Waffenschmuggel der Hisbollah über See unterbinden soll. Allerdings gehörte das Schiff zur deutschen Task-Group, also zum deutschen Anteil am Gesamtverband. Der Verteidigungsausschuss des Deutschen Bundestages wurde in einer nicht-öffentlichen Sitzung über den Einsatz informiert.
Im Rahmen der Anti-Terror-Mission Active Endeavour überwachte die NATO 2011 mit vier bis fünf Awacs rund um die Uhr den Luftraum vor Libyen. Neben der Fregatte Hamburg (206 Mann) war auch das Flottendienstboot Oker (82 Mann) an der Anti-Terror-Operation beteiligt. Außerdem gehörten die Fregatte Lübeck (220 Mann) und das Minenjagdboot Datteln (40 Mann) in diesem Zeitraum zu anderen NATO-Verbänden im Mittelmeer.

### Mittelmeer 2011–2012
Am 5. November 2011 brach die Alster aus Eckernförde zu einer geheimgehaltenen Mission in das Mittelmeer auf. Es handelte sich um die erste Mission im Mittelmeer, die als nationale Aufklärungsfahrt tituliert wurde. Die Online-Redaktion des Schleswig-Holsteinischen Zeitungsverlags berichtete, dass sowohl der Kommandant des Schiffes als auch der Geschwader-Kommandeur sich über das eigentliche Ziel der Aufklärungsfahrt bedeckt gehalten haben. In indirekter Rede wird der Kommandant mit den Aussagen wiedergegeben: „Jedoch seien nationale Aufklärungsfahrten nicht ungewöhnlich, um die deutschen Interessen zu vertreten. Wer die Zeitungsmeldungen verfolge, könne sich selbst ein Bild davon machen, in welchen Mittelmeerländern es zurzeit im Rahmen des arabischen Frühlings brodelt.“ Die Mittelmeerfahrten dienten in den vergangenen Jahren der Überwachung des Schiffsverkehrs im Zuge der NATO-Operation Active Endeavour oder der UNO-Mission Unifil. Bei dieser Operation ging es um ein Lagebild der Küste der Länder des Arabischen Frühlings.
Die Alster wurde laut dem Spiegel im Dezember 2011 im östlichen Mittelmeer von der syrischen Marine bedroht. Ein syrisches Kriegsschiff, vermutlich eine der beiden syrischen Fregatten der Petya-Klasse, hatte Ende Dezember 2011 seine Bordkanone auf das Flottendienstboot gerichtet. Die Alster war 15 Seemeilen vor der Küste Syriens unterwegs.
Da es sich nicht um einen bewaffneten Einsatz handelt, befand sich die Alster ohne Kenntnis des Bundestags vor Syrien. Der Verteidigungspolitische Sprecher der Grünen-Bundestagsfraktion, Omid Nouripour, übte nach Bekanntwerden des Zwischenfalls Kritik an der Geheimhaltung des Einsatzes. Auf jeden Fall müsse das Parlament informiert werden, sagte er dem Spiegel.

### Bürgerkrieg in Syrien ab 2012
Einem Bericht der Bild am Sonntag (BamS) vom 19. August 2012 zufolge, soll ein nicht näher spezifiziertes Flottendienstboot der Marine vor der syrischen Küste kreuzen und „modernste Spionagetechnik des Bundesnachrichtendienstes (BND) an Bord“ haben. Mit der Technik sollen sich dem Bericht nach Truppenbewegungen bis zu 600 Kilometer tief in Syrien beobachten lassen. Die BamS zitiert einen „US-Geheimdienstler“ mit den Worten: „Kein westlicher Geheimdienst hat so gute Quellen in Syrien wie der BND“. „Wir können stolz darauf sein, welchen wichtigen Beitrag wir zum Sturz des Assad-Regimes leisten“ äußerte laut BamS „ein BND-Mann.“ Demnach spiele Deutschland eine größere Rolle im Syrien-Konflikt als bisher bekannt.
Am 19. August 2012 bestätigte das Bundesverteidigungsministerium offiziell den Einsatz eines Schiffs der Marine „in internationalen Gewässern im östlichen Mittelmeer“. Das Schiff befände sich in einem mehrmonatigen Einsatz in der Region. Es handele sich um das Flottendienstboot Oker. Nach Angaben des Verteidigungsministeriums befand sich die Oker im August 2012 im italienischen Hafen von Cagliari auf Sardinien.
Die Bild am Sonntag berichtete am 8. September 2013, dass das Flottendienstboot Oker vor Syrien Funksprüche abgehört habe, in denen Divisions- und Brigadekommandeure der syrischen Armee von Assad die Freigabe zum Einsatz von chemischen Waffen gefordert hätten. Einen Hinweis, dass Assad den Einsatz im August genehmigt hat, gab es nicht.

## Flottendienstboote

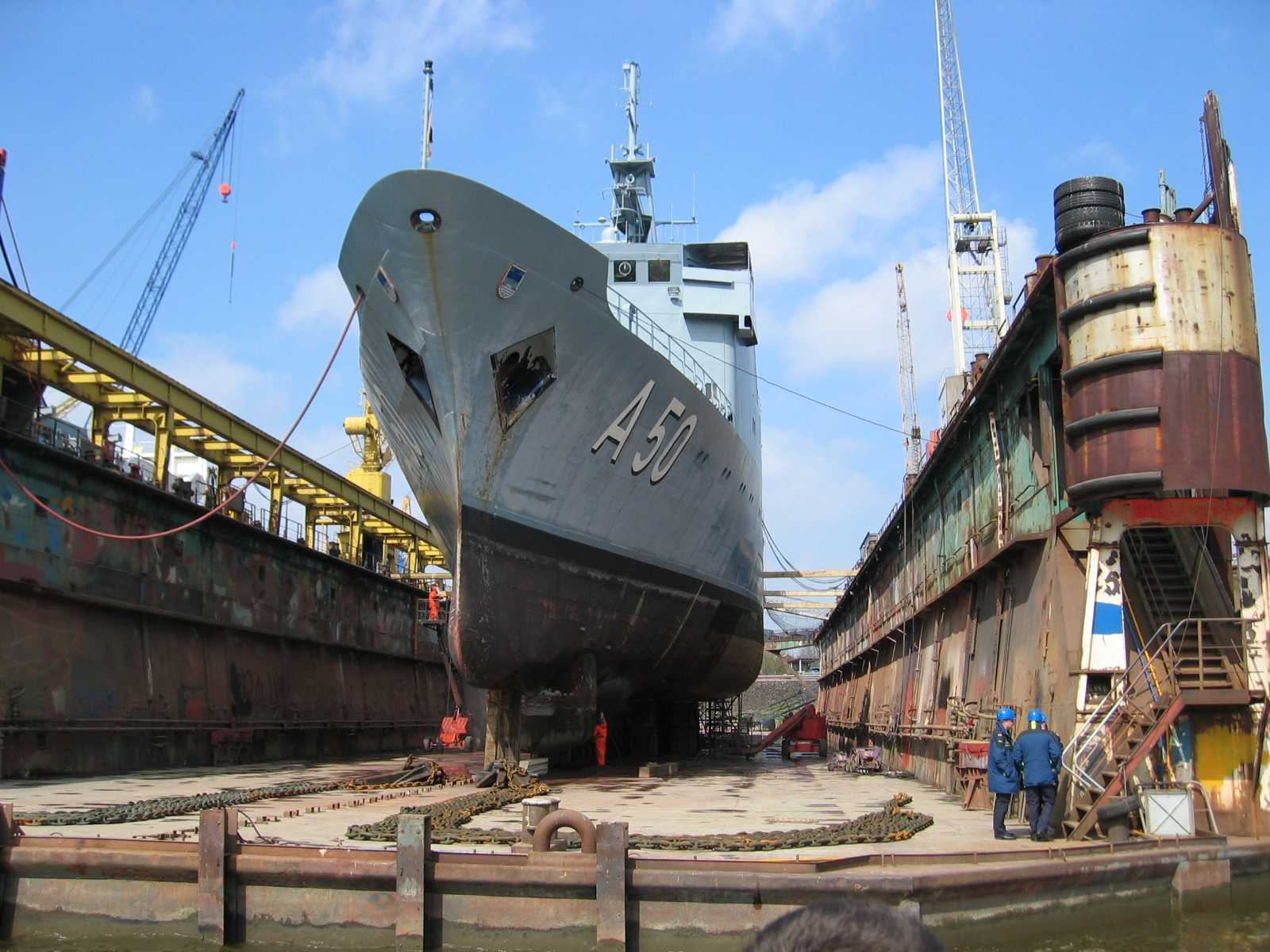
Die Alster im April 2012 in der Werft in Hamburg.

| Nr.    | Name                 | Klasse                   | Dienstzeit | Anmerkung                       |
| ------ | -------------------- | ------------------------ | ---------- | ------------------------------- |
| A 50   | Eider (ex-HMS Flint) | Klasse 752 (vorher 139)  | 1956–1978  | ehemals brit. Isles-Klasse      |
| A 51   | Trave                | Klasse 715 (vorher 139)  | 1956–1971  | ehemals brit. Isles-Klasse      |
| A 1449 | Hans Bürkner         | Klasse 421               | 1963–1990  | gleichzeitig U-Boot-Jäger Typ B |
| A 50   | Alster               | Klasse 422 (vorher 753)  | 1960–1989  | an die Türkei verkauft          |
| A 52   | Oste                 | Klasse 422 (vorher 753)  | 1957–1987  | verschrottet                    |
| A 53   | Oker                 | Klasse 422 (vorher 753)  | 1961–1988  | an Griechenland verkauft        |
| A 52   | Oste [II]            | Klasse 423 (Oste-Klasse) | seit 1988  | 1. U-Boot-Geschwader            |
| A 53   | Oker [II]            | Klasse 423 (Oste-Klasse) | seit 1988  | 1. U-Boot-Geschwader            |
| A 50   | Alster [II]          | Klasse 423 (Oste-Klasse) | seit 1989  | 1. U-Boot-Geschwader            |